# بنك الاعتماد الوطني
بنك الاعتماد الوطني (bcn BANK)، من مصارف لبنان المالية. 
تأسس عام 1929 باسم (بنك يعقوب صفرا).
 عام 1956 تم تغيير الاسم إلى (بنك الاعتماد الوطني). 
يملك البنك 3 فروع، موزعة بين بيروت وطرابلس.

في العام 2015 وقع بروتوكول تقديم القروض السكنية عبر المؤسسة العامة للإسكان.
خلال النصف الأول من شهر آذار 2019 تتمّ انتقال الملكية (نحو 72 في المئة من الأسهم) من لطفي الزين إلى 5 مساهمين جدد.
يتولى إدارة المصرف خالد زيدان. أعضاء مجلس الإدارة فادي مكي وجينا قلعجي وفيليب داغر ومحمد فواز ونصري ملحمه ومازن سويد وصالح الصقري ومحمد الزين.